# Knights and Merchants: The Shattered Kingdom
Knights and Merchants: The Shattered Kingdom – strategiczna gra czasu rzeczywistego wyprodukowana przez firmę Joymania i wydana przez TopWare Interactive w 1998.
W 2001 został wydany dodatek do gry pt. Knights and Merchants: The Peasants Rebellion, zawierający 14 nowych misji. W 2013 gra pojawiła się na platformie Steam za sprawą Topware Interactive, została wydana w wersji HD i jest sprzedawana wraz z dodatkiem.

## Fabuła
Akcja gry rozgrywa się w średniowiecznym królestwie ogarniętym wojną domową, wywołaną konfliktem między królem Karolem a jego synem, Lotharem. Książę, będący namiestnikiem niewielkiej prowincji, wypowiada ojcu wojnę, przejmując niemal w całości jego królestwo. Królowi pozostaje ostatni bastion, dowodzony przez hetmana koronnego, którego zadaniem jest odzyskanie władzy.

## Rozgrywka
Kampania dla jednego gracza składa się z 20 misji, w tym sześciu misji taktycznych. Podstawę strategiczno-ekonomicznej rozgrywki stanowi pokonanie wojsk wroga, najczęściej powiązane z budową osady bądź ochroną sprzymierzonej wioski.
Gracz na początku większości misji dysponuje kilkoma poddanymi i spichrzem z pewnym zapasem surowców. W początkowej fazie gry należy wznieść gospodę dla osadników oraz szkołę, w której poddani uczą się określonego zawodu, następnie należy wybudować budynki produkcyjne, takie jak młyn, gospodarstwo czy piekarnia, do czego potrzebne jest wytworzenie odpowiednich materiałów. Równocześnie należy zadbać o dostęp podwładnych do jedzenia, a zwerbowanym w warowni żołnierzom zapewnić broń i wyżywienie. Produkowane towary często wymagają przetworzenia i tworzą ze sobą zależności – drwale ścinają drzewo, z których cieśla wytwarza deski potrzebne do budowy budynków czy stworzenia broni, a chłopi w gospodarstwach uprawiają zboże potrzebne młynarzowi do wyrobienia mąki potrzebnej piekarzowi oraz hodowcy prosiąt, z których rzeźnik wytwarza kiełbasy i płaty skóry potrzebne garbarzowi do stworzenia rulonów niezbędnych do produkcji pancerzy.
Gracz tworzy wojsko z dziewięciu rodzajów jednostek o różnej sile i właściwościach – żołdaka, topornika, miecznika, łucznika, kusznika, pikiniera, halabardnika oraz lekką i ciężką jazdę. Poza rekrutowaniem żołnierzy gracz może wznosić wieże obronne.
Poza kampanią udostępniony jest samouczek pozwalający zapoznać się z podstawami gry. Gra oferuje również tryb gry wieloosobowej poprzez protokoły IPX, TCP/IP lub modem, w którym grać może maksymalnie sześciu graczy.

## Recenzje
Gra spotkała się z pozytywnym przyjęciem graczy, głównie z krajów Europy Środkowej i Wschodniej, w tym w Polsce.
Niektórzy gracze zwrócili uwagę na podobieństwo gry do serii The Settlers. Doceniali ciekawą fabułę oraz oprawę dźwiękową gry. Mieszane oceny zebrała oprawa graficzna gry oraz czasochłonna rozgrywka. Leszek Baczyński z serwisu gry-online.pl stwierdził, że „mozolny proces wznoszenia kolejnych budynków skutecznie zniechęca gracza, ponieważ zabawa z upływem czasu staje się nużąca”. Mateusz Stawowski z portalu egildia.pl uznał, że dzięki stosowaniu „różnorodnych taktyk i sposobów rozbudowy” misje „nie stają się wraz z postępami nużące i powtarzalne”. Bartosz Chichłowski z portalu redBull.com docenił istnienie „wielu przemyślanych elementów rozgrywki”. Twórcom gry zarzucana była liniowość scenariusza, konieczność samodzielnego rozszyfrowania interfejsu i momentami średnia grywalność.

## Knights and Merchants: The Peasants Rebellion
26 listopada 2001 premierę miała gra Knights and Merchants: The Peasants Rebellion (pol. Rycerze i kupcy: Bunt chłopów), stanowiąca kontynuację oryginalnej rozgrywki. Program zawiera 20 misji znanych z Knights and Merchants: The Shattered Kingdom, a także 14 nowych zadań. Do gry wprowadzono kosmetyczne poprawki oraz nowe budynki – chatę rybacką, warsztat wojenny (wytwarzający katapulty i balisty) oraz ratusz pozwalający werbować pięć nowych jednostek (m.in. rebelianta, pachołka, włóczęgę i wojownika bądź barbarzyńcę).